# Red High Heels
Red High Heels è il primo singolo della cantante statunitense Kellie Pickler, pubblicato il 13 settembre 2006 come primo estratto dall'album Small Town Girl.

## Descrizione
Il singolo ha ottenuto più successo dal suo primo album di studio Small Town Girl, da cui è stato tratto. Lanciato nel settembre del 2006, il singolo è arrivato sino alla posizione 15 della classifica delle canzoni country americane (dopo un debutto al numero 46 sulla stessa classifica), e al numero 64 della classifica vera e propria dei singoli americana, la Billboard Hot 100. Per aver venduto più di 500 000 copie, nel giugno 2009 il singolo è stato certificato come disco d'oro.

## Tracce
1. Red High Heels – 3:43 (Kellie Pickler, Chris Lindsey, Aimee Mayo, Karyn Rochelle)

## Classifiche
| Classifica (2006)                | Posizione massima |
| -------------------------------- | ----------------- |
| Canadian Top Country Songs       | 31                |
| U.S. Billboard Hot 100           | 64                |
| U.S. Billboard Pop 100           | 69                |
| U.S. Billboard Hot Country Songs | 15                |

## Crediti
- Kellie Pickler - voce